# مارسيو بيريرا دا سيلفا
مارسيو بيريرا دا سيلفا هو لاعب كرة قدم برازيلي في مركز الوسط، ولد في 10 يونيو 1984 في ناتال في البرازيل. لعب مع أتلتيكو باراناينسي ونادي أيه بي سي.